# 克努特·霍尔曼
克努特·霍尔曼（挪威語：Knut Holmann，1968年7月31日—），挪威男子皮划艇运动员。他曾代表挪威参加1988年、1992年、1996年和2000年夏季奥林匹克运动会皮划艇比赛，获得三枚金牌、二枚银牌和一枚铜牌。